# Birte Förster

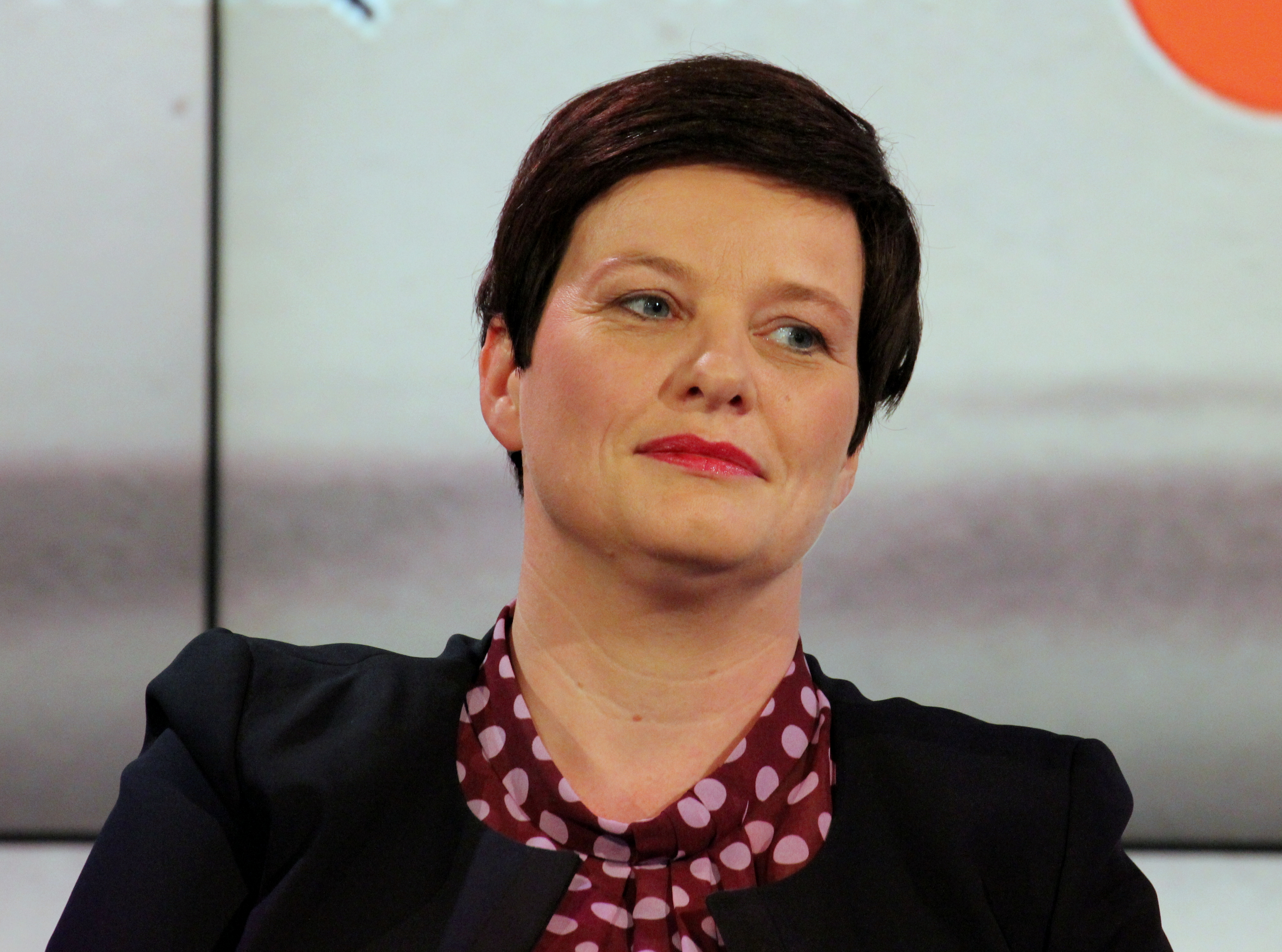
Birte Förster auf der Frankfurter Buchmesse 2018

Birte Förster (* 1973 in Ankum) ist eine deutsche Historikerin und Hochschullehrerin.

## Leben
Birte Förster studierte Geschichte, deutsche Philologie und Anglo-Amerikanische Geschichte an der Universität zu Köln und der Università degli Studi di Bologna. 2008 wurde sie an der Justus-Liebig-Universität Gießen mit einer Arbeit zur Mediengeschichte des Königin Luise-Mythos promoviert. Im selben Jahr wurde sie wissenschaftliche Mitarbeiterin am Institut für Geschichte der TU Darmstadt, wo sie habilitiert. Von 2017 bis 2018 vertrat sie den Lehrstuhl für Neuere und Neueste Geschichte an der Universität Bremen.
Von 2008 bis 2016 leitete Förster die Redaktion der Zeitschrift Neue Politische Literatur. Von 2018 bis 2019 war Förster Wissenschaftliche Mitarbeiterin an der Humboldt-Universität Berlin. Seit 2020 ist sie Akademische Oberrätin an der Universität Bielefeld mit dem Schwerpunkt Globalgeschichte.
Försters Forschung konzentriert sich auf die globale Vernetzung der europäischen Geschichte, auf die Geschichte der Dekolonisierung, Technikgeschichte, Geschlechtergeschichte, Mediengeschichte und Nationalismusforschung.
Förster schreibt regelmäßig für die Frankfurter Allgemeine Zeitung, für die sie 2017/2018 auch über Jahrestage von Uwe Johnson gebloggt hat, und für die Süddeutsche Zeitung. Außerdem ist sie regelmäßig im Öffentlich-rechtlichen Rundfunk zu hören. 2015 war sie Mitbegründerin des Blogs gefluechtet.de.

## Auszeichnungen
2015/16 war Förster als Forschungsstipendiatin Gastwissenschaftlerin der Forschungsgruppe ENTRY an der Universität Bielefeld. 2000 hatte sie am Postgraduiertenstudium der International Women’s University in Hannover teilgenommen. Förster erhielt Stipendien der Evangelischen Studienwerkes Villigst, der Gerda Henkel Stiftung sowie des Deutschen Akademischen Austauschdienstes.
2012 erhielt sie den Athene Preis für Gute Lehre der TU Darmstadt.

## Publikationen (Auswahl)
- 1919: Ein Kontinent erfindet sich neu. Stuttgart: Reclam, 2018.
- mit Martin Bauch (Hrsg.): Wasserinfrastrukturen und Macht von der Antike bis zur Gegenwart. Sonderheft der Historischen Zeitschrift 63, Berlin 2014.
- Der Königin Luise-Mythos. Mediengeschichte des „Idealbilds deutscher Weiblichkeit“, 1860–1960, Göttingen 2011.